# (9934) Caccioppoli
(9934) Caccioppoli (1985 UC) – planetoida z grupy pasa głównego asteroid okrążająca Słońce w ciągu 4,15 lat w średniej odległości 2,58 j.a. Odkryta 20 października 1985 roku.